# Revolution 909
Revolution 909 è una traccia strumentale dell'album di debutto del duo di musica elettronica francese Daft Punk, Homework (1997). La canzone è stata pubblicata dalla Virgin come quinto e ultimo singolo dall'album nel febbraio 1998. Il video musicale per la traccia è stato diretto da Roman Coppola.

## Tema
Si dice che lo sketch di apertura di "Revolution 909" sia una riflessione sul governo francese e sulla sua posizione contro i rave party. Quando gli è stato chiesto delle motivazioni di questa posizione, Bangalter ha detto:
Non credo che sia la musica che cercano, sono le feste... non lo so. Fanno finta che sia la droga, ma non credo che sia l'unica cosa. La droga è ovunque, ma probabilmente non avrebbero problemi se la stessa cosa accadesse a un concerto rock, perché è quello che capiscono. Non capiscono questa musica che è davvero violenta e ripetitiva, che è house; la considerano stupida e stupida.

## Accoglienza
Alan Jones di Music Week "Con Air che vola alto, l'ultima grande novità francese, i Daft Punk, torna con "Revolution 909", un altro pezzo accattivante e idiosincratico di disco funk, completo di phasing e altri effetti, incluso uno che lo fa sembrare come se fosse suonato nella camera da letto accanto. Remixato alla perfezione da Roger Sanchez, ha un suono grasso e irresistibilmente vivace che probabilmente gli farà guadagnare un posto nella Top 10."  Andy Beevers di Record Mirror gli ha dato quattro su cinque, aggiungendo, "Questo festival di flange e filtri è stato uno dei preferiti dai club dell'LP Homework ."

## Video Musicale
Il video musicale di accompagnamento per la traccia mostra un rave che si svolge in un vicolo. Gli agenti di polizia arrivano all'improvviso per interrompere la festa. Mentre diverse persone vengono radunate, una giovane donna che sembra essere stata catturata nota una macchia sulla camicia di un agente. Ciò innesca un flashback che inizia con un seme di pomodoro che viene piantato, poi germogliato, poi raccolto e poi confezionato. I pacchetti vengono infine trasportati in un negozio di alimentari dove una signora seleziona i pomodori da portare a casa con sé. Mentre sta preparando la salsa di pomodoro, i sottotitoli istruiscono accuratamente lo spettatore sulla ricetta per preparare la salsa per gli spaghetti . La signora mette il pasto preparato in un contenitore di plastica . L'agente di prima nel video appare con il pasto nella sua auto di pattuglia. Si versa la salsa di pomodoro sulla camicia mentre lo mangia e crea la macchia. Ciò riporta il flashback all'inizio del video. Quando l'agente guarda la sua camicia macchiata e si distrae, la giovane donna ha l'opportunità di fuggire. Qualcuno appare su una piattaforma sopra e la tira in salvo.
Il video musicale è presente in DAFT , una raccolta di video di Homework . È disponibile anche sul CD e DVD in edizione limitata di Musique Vol. 1 1993–2005 . Il commento audio di Roman Coppola per "Revolution 909" in DAFT menziona i suoi amici che hanno visto il video e hanno notato una persona che assomigliava a Thomas Bangalter . Non ha voluto confermare se fosse Bangalter o meno. Coppola si riferisce anche al video come "video del pomodoro". Ha affermato di aver utilizzato l'impostazione del pomodoro perché aveva sempre desiderato produrre un video didattico.

## Tracce
Maxi Singolo da 12" (VISA 8228)
1. Revolution 909 (5:24)
2. Revolution 909 (Roger and Junior's Revolutionary War Mix) (8:55)
3. Revolution 909 (A Cappella) (1:03)

CD-Maxi (Virgin 8948212)
1. Revolution 909 (Radio Edit) (3:45)
2. Revolution 909 (Roger and Junior's Revolutionary War Mix) (8:55)
3. Revolution 909 (A Cappella) (1:03)
4. Revolution 909 (5:24)